# گروه کلر
گروه کلر (انگلیسی: Keller Group) شرکت مهندسی بریتانیایی است، که در سال ۱۸۶۰ تأسیس شد.